# Silver Jews
Silver Jews was een Amerikaanse indierockband. De band werd als Ectoslavia opgericht in 1989 door Stephen Malkmus en Bob Nastanovich (Pavement), James McNew (Yo La Tengo) en David Berman toen zij studeerden aan de Universiteit van Virginia. Ook Gate Pratt maakte deel uit van de bezetting. De lo-fi band nam het materiaal voor de eerste twee ep's grotendeels op met behulp van een walkman. Volgens Ben Beaumont-Thomas van The Guardian geniet Silver Jews cultstatus in de indiescene.
De band maakte vele wisselingen in de bezetting door; Berman was de enige constante factor. Zijn vrouw Cassie voegde zich bij de laatste albums als lid van de vaste bezetting bij de band. In 2009 viel de band uit elkaar. Het afscheidsconcert werd gegeven in de Cumberland Caverns in Tennessee.

## Geschiedenis

### Oprichting (1989)
Silver Jews werd opgericht in 1989 op de Universiteit van Virginia door studenten David Berman, Stephen Malkmus, Bob Nastanovich en James McNew. Gate Pratt vervolmaakte de bezetting. Zij traden op de universiteit op onder de naam Ectoslavia. Na het behalen van hun diploma's verhuisden Malkmus, Nastanovich en Berman naar Hoboken in de agglomeratie New York, waar ze een appartement deelden en muziek opnamen. Daar namen de drie, na Walnut Falcons overwogen te hebben, de naam Silver Jews aan.
Berman gaf in de loop der jaren meerdere verklaringen voor de naam waaronder slang voor blonde joden en verwijzingen naar de proto-krautrockband Silver Apples en Silver Beatles, later eenvoudigweg The Beatles. In een interview met The New York Times in 2005 zei Berman dat hij op de naam kwam toen hij tijdens zijn werk als beveiliger voor het Whitney Museum of American Art door een raam naar buiten keek en de naam Silver Jewelry gedeeltelijk op een billboard kon lezen. In een ander interview, met The Jerusalem Post in 2006, zei hij dat de naam in eerste instantie geen letterlijke betekenis had maar dat zijn bekering ("transformation") tot het jodendom tussen 2004 en 2006 de naam een zegen maakte. Zijn werk als beveiliger in het museum, samen met Malkmus, gaf hem artistieke inspiratie.
Nog hetzelfde jaar verhuisde Malkmus naar Stockton in Californië waar hij samen met zijn jeugdvriend Scott Kannberg Pavement oprichtte. Na het uitbrengen van de ep Slay tracks (1989) sloot Nastanovich zich op uitnodiging van Malkmus bij de band aan ter aanvulling op Gary Young, die wegens drankproblemen onberekenbaar was. Pavement begon bekendheid te genieten waardoor Silver Jews gezien werd als een nevenproject ondanks het feit dat Berman de drijvende kracht was achter Silver Jews, niet Malkmus en Nastanovich. In 1992 verscheen Pavement's debuutalbum Slanted and enchanted. Het album was vernoemd naar een stripverhaal van de hand van Berman.

### Eerste ep's enStarlite walker(1990-1994)
In 1990 ontmoette Berman Dan Koretsky tijdens een optreden van Pavement. Koretsky, mede-oprichter van het onafhankelijke platenlabel Drag City, luisterde naar de muziek die de Silver Jews hadden opgenomen en bood aan om het uit te brengen. De ep's Dime map of the reef (1992) en The Arizona record (1993) werden grotendeels opgenomen op een walkman. Malkmus en Nastanovich werden onder pseudoniemen vermeld in een poging om de connectie met Pavement verborgen te houden. Fans prikten hier zo doorheen en kwamen er al vlug achter wie "Hazel Figurine" en "Bobby N." waren. In 2012 verschenen de ep's gezamenlijk op het compilatiealbum Early times.
Na het uitbrengen van de ep's ging Berman terug de schoolbanken in. Hij studeerde aan de Universiteit van Massachusetts Amherst waar hij een master in de poëzie behaalde. Berman schreef gedichten en probeerde deze gepubliceerd te krijgen, wat niet lukte. Ondertussen gaf hij les op de universiteit. Dit stelde hem in de gelegenheid om liedteksten te schrijven. Nadat hij genoeg materiaal had, ging hij de studio in met Malkmus en Nastanovich. Dit resulteerde in het debuutalbum Starlite walker (1994). Het was de eerste uitgave van de band waarop Malkmus en Nastanovich onder hun eigen naam vermeld werden.

### The natural bridge,American waterenBright flight(1995-2004)
Het materiaal voor Starlite walker was beïnvloed door James Tate. Hetzelfde geldt, gedeeltelijk, voor Silver Jews' volgende album The natural bridge (1996). De muziek voor dit album werd opgenomen met leden van Scud Mountain Boys als sessiemuzikanten. De opnames zijn niet gebruikt — en volgens geruchten zelfs vernietigd — omdat Berman het te veel vond klinken als Scud Mountain Boys met hem als zanger, in plaats van Silver Jews. Er werden opnames gemaakt met Malkmus, Nastanovich en Steve West maar ook die zijn niet op het album terechtgekomen. Berman verliet de studio tijdens deze opnamesessies en leek niet bereid om het album af te maken. Hij vond dat hij de vergoeding voor de kosten niet verdiende en kon de kosten niet zelf dragen. De resterende studiotijd werd door Pavement gebruikt om de ep Pacific trim (1996) op te nemen. Uiteindelijk zijn opnames met Matt Hunter en Peyton Pinkerton van New Radiant Storm King en Rian Murphy en Michael Demming gebruikt voor het album.
Voor Silver Jews' derde album American water (1998) kwamen Berman en Malkmus opnieuw samen, aangevuld met Tim Barnes, Mike Fellows en Chris Stroffolino. Berman gebruikte drugs tijdens de opnames wat terug te horen is in de teksten waar een sympathie voor de benadeelden van uitgaat. Pitchfork plaatste het album op nummer 12 in de lijst van de 50 beste albums van 1998 en op nummer 103 in de lijst van de 200 beste albums van de jaren 90. The Guardian nam het album op in hun lijst van 1000 albums to hear before you die.
In 2001 werd de ep Tennessee uitgebracht. Het van dit album afkomstige gelijknamige lied is een duet met Berman's vrouw Cassie, die rond de eeuwwisseling deel ging uitmaken van de bezetting van de band. Het lied verscheen ook op het later dat jaar uitgebrachte album Bright flight, wat Timothy Michalik van Treblezine "the end to (...) Berman’s ditch trilogy" noemde.
Na Tennessee ging Berman aan depressie leiden en verergerde het drugsgebruik wat uitmondde in een verslaving. In 2003 nam hij een combinatie van drugs en alcohol waardoor hij bijna kwam te overlijden. Deze periode leidde tot een keerpunt in Berman's leven. Hij ging op eigen initiatief naar een ontwenningskliniek. Hoewel seculier opgevoed, stortte Berman zich op het jodendom mede als gevolg van zijn verblijf in de kliniek.

### Tanglewood numbers,Lookout mountain, lookout seaen concerten (2005-2008)
Vanwege de moeilijke periode die Berman doormaakte, duurde het vier jaar voor het volgende album uitkwam. Tanglewood numbers verscheen op 18 oktober 2005. Het album klonk gepolijster dan het eerdere werk van de band. De opnames gingen bijna verloren bij een grote brand in de Easley McCain Recording-studio. Daar zou het album gemasterd worden. Volgens Brian Howe van Pitchfork volgt het album het pad dat Berman aflegde van een donkere periode in zijn leven naar rehabilitatie: "We see this arc play out over the course of Tanglewood Numbers, as Berman moves between sick inebriation, pissy withdrawal, grudging temperance, and a tentative state of acceptance."
Berman had nooit interesse in concerten. Dat veranderde nadat hij zijn leven onder controle kreeg in de twee jaar voor het verschijnen van Tanglewood numbers. In 2006 ging de band touren door Noord-Amerika, Europa en Israël. In de documentaire Silver Jew van regisseur Michael Tully wordt de band gevolgd tijdens de tour in Israël.
Op 17 juni 2008 volgde Silver Jews' zesde en laatste album Lookout mountain, lookout sea. In een interview met Billboard gaf Berman aan dat het album heel anders ("really different") klinkt dan voorgangers. Jimmy Newlin van Slant schreef dat het album op een aantal punten verschilt. Zo zijn de liedteksten optimistischer en speelt Berman's vrouw Cassie een prominentere rol. Het album werd met gemengde reacties ontvangen. Newlin gaf het album een score van vijf sterren van vijf terwijl Mark Richardson van Pitchfork een 6,7 gaf.

### Opheffing (2009)

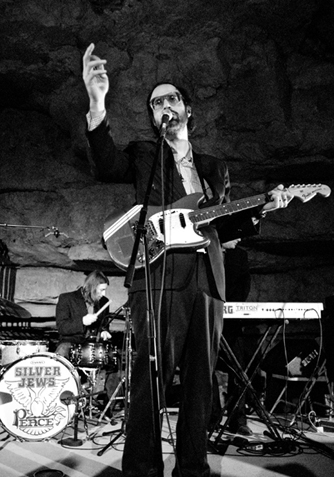
David Berman tijdens het afscheidsconcert van Silver Jews in de Cumberland Caverns in McMinnville, Tennessee

Berman meldde op 22 januari 2009 via het forum van Drag City dat de band zou worden opgeheven. Als reden gaf hij op dat er veel kwaad in de wereld is. In hetzelfde bericht onthulde hij dat zijn vader Richard Berman is, een advocaat en lobbyist die gestreden heeft tegen wet- en regelgeving op het gebied van gezondheid, veiligheid en welzijn. Berman schreef dat hij afstand wilde nemen van zijn vader door muziek te maken, gedichten te schrijven en te schilderen maar dat Silver Jews te kleinschalig was om al het leed te compenseren dat zijn vader heeft aangericht: "This winter I decided that the SJs were too small of a force to ever come close to undoing a millionth of all the harm [my father] has caused."
Op 31 januari dat jaar werd een afscheidsconcert gegeven in de Cumberland Caverns in McMinnville, Tennessee.

### Eventuele reünie
Op 7 januari 2015 plaatste Nastanovich een foto op zijn Facebookprofiel waarop Berman, hijzelf en oud-drummer Brian Kotzur aan een tafel zitten. Een dag later bevestigde hij aan Wondering Sound dat de band weer bij elkaar zou komen. In een e-mail aan Nashville Scene op 10 januari deed Berman de berichten echter af als een prank.
Op 7 augustus 2019 overleed Berman op 52-jarige leeftijd. Een maand eerder bracht hij juist nieuw werk uit, onder de naam Purple Mountains. Het eponieme album Purple mountains belandde op nummer 153 in Pitchfork's lijst van 200 beste albums van de jaren 2010.

## Discografie

### Studioalbums
- Starlite walker, 1994
- The natural bridge, 1996
- American water, 1998
- Bright flight, 2001
- Tanglewood numbers, 2005
- Lookout mountain, lookout sea, 2008

### Ep's
- Dime map of the reef, 1992
- The Arizona record, 1993
- Tennessee, 2001

### Singles
- Dime map of the reef, 1992
- Silver Jews and Nico, 1993
- Blue arrangements, 1998
- Send in the clouds, 1998
- Hot as hell, 1999

### Compilatiealbum
- Early times, 2012

## Filmografie
- Silver Jew, 2007